# Anna-forrás
Az Anna-forrás egy Szeged belvárosában található, artézi kút, a dél-alföldi régió első hévízforrása. 944 méter mélyből fakad. 51 °C-os hőforrás, amelynek ásványi sókban gazdag, szénsavval dúsított gyógyvize van.

## Története
Szegeden 1925-ben kezdtek hévízforrás után kutatni Pávai-Vajna Ferenc geológus szakvéleménye alapján. Két évvel később találtak rá a gyógyvízre. A forrás a nevét 1938-ban a gyógyvizet palackozó vállalkozó, Patzauer Dezső 1926-ban született lányáról kapta (Anna Judit, Szeged, 1926. március 4. – Toronto, 2013. április 17. kutatóorvos). Patzauer szorgalmazta, hogy a forrás vizét gyógyvíznek minősítsék, ami 1929-ben meg is történt. A ma látható Anna-kút a forrás feltárásának közelében van, tetején Csáky József Táncoslány című, 1959-ben készült szobra áll.
A közelben lévő MÁV-palotát egy időben a forrás vizével fűtötték, ez volt Magyarországon az első, geotermikus energiával fűtött épület. A kúttól pár méterre található az Anna fürdő impozáns épülete, amit az innen nyert termálvízzel látnak el.

## Összetétele

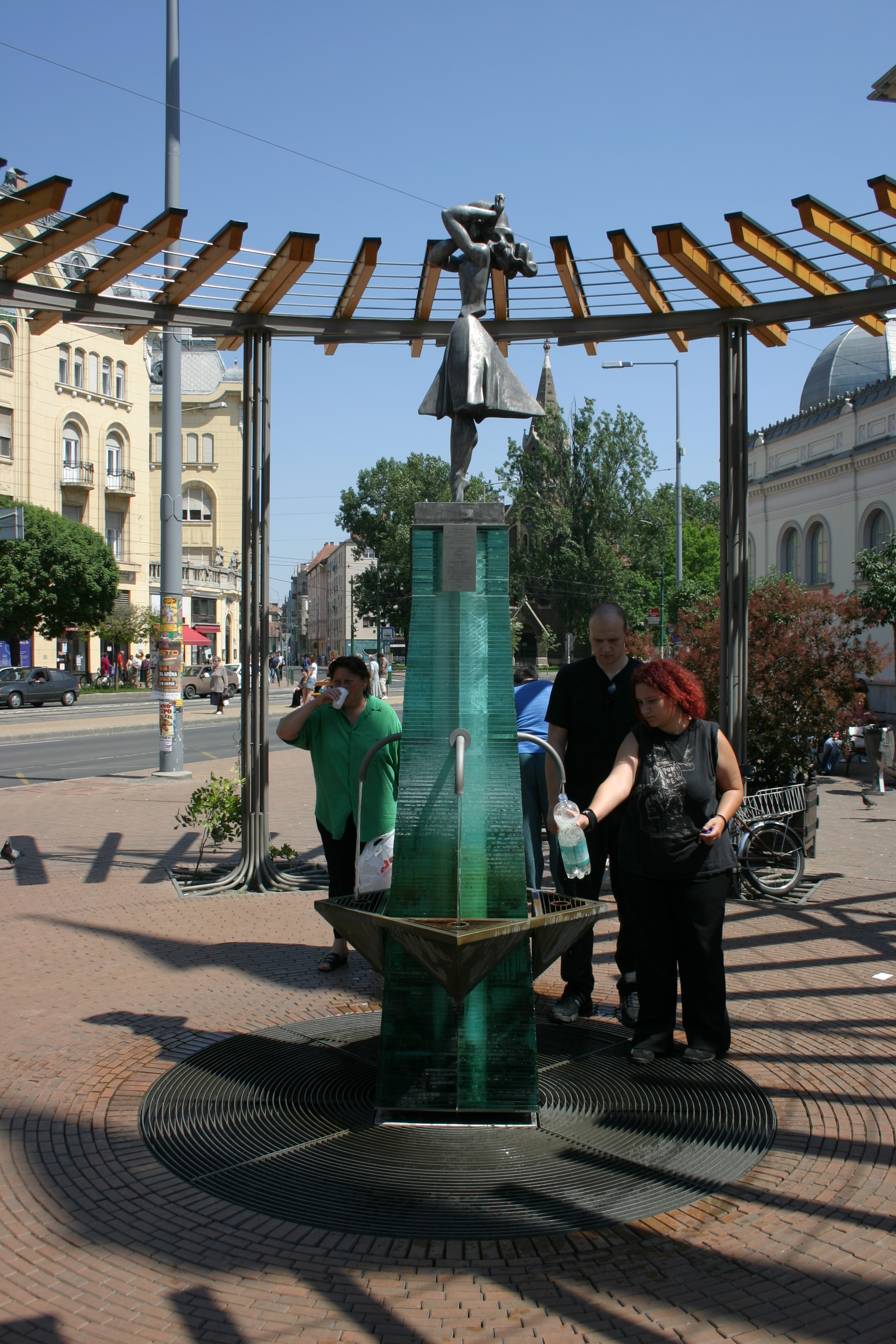

Ásványi anyagokban gazdag hidrokarbonátos gyógyvíz, mely alkalmas epe- és gyomorpanaszok, pikkelysömör, asztma valamint reumatikus és ízületi betegségek kezelésére.
 A víz összes ásványi anyag tartalma 2809 mg/l.
| Komponens      | Komponens | Érték [mg/l] |
| -------------- | --------- | ------------ |
| Kálium         | K+        | 2,7          |
| Nátrium        | Na+       | 323          |
| Ammónium       | NH+4      | 2,0          |
| Kalcium        | Ca2+      | 4,0          |
| Magnézium      | Mg2+      | 2,1          |
| Vas            | Fe2+      | 0,10         |
| Mangán         | Mn2+      | 0,06         |
| Nitrát         | NO-3      | 1,0          |
| Klorid         | Cl-       | 35           |
| Jodid          | J-        | 0,068        |
| Fluorid        | F-        | 0,55         |
| Szabad szénsav | CO2       | 17,5         |

## Közlekedés
Az Anna-forrás Szeged legfontosabb villamoscsomópontja, az 1-es, 2-es, 3-as, 3F és 4-es villamosok és a tram-train itt haladnak át egyedül egy helyen. A vágányokat 2008-ban nagyszabású munkák során átépítették, korszerűsítették. Több fontos helyi autóbuszjárat és a 8-as troli is érinti az Anna-forrást. A megállóhelyek neve Anna-kút (Kossuth Lajos sugárút), Anna-kút (Tisza Lajos körút) és Anna-kút (Kálvin tér). Az elsőt az 1-es és a 2-es villamos és a tram-train, a másodikat a 3-as, 3F, 4-es villamosok, a 8-as és 10-es troli (csak Makkosház és a Tarján, Víztorony tér felé), valamint a 20-as és 24-es busz használja, a harmadikat pedig a 8-as és 10-es troli kizárólag a Klinikák irányába.